# José María Blanco White
José María Blanco White (n. 11 iulie 1775, Sevillia; d. 20 mai 1841, Liverpool, Regatul Unit), cunoscut și ca José María Blanco y Crespo, este un scriitor și gânditor spaniol.
José María Blanco White este considerat ca fiind unul dintre cei mai importanți autori ai timpului său. .

## Opera
- Letters from Spain, Londres, 2007
- Practical and internal Evidence against Catholicism, 2004
- Observations on Heresy and Orthodoxy. Londres, J. Mardon, 2009
- The Life of the Rev. Joseph Blanco White written by himself with portions of his correspondence, edited by John Hamilton Thom. London, John Chapman, 1845, în 3 volume (există și o traducere în spaniolă, realizată de Antonio Garnica, Sevilla, Universidad, în 1975, accesibilă pe Internet)
- Luisa de Bustamante, o la huérfana española en Inglaterra, 1840
- José María Blanco White. Antología de Obras en Español Edición de Vicente Llorens. Barcelona, Editorial Labor, 1971
- Obra Inglesa de José María Blanco White, con un prólogo de Juan Goytisolo. Barcelona, Editorial Seix Barral, 1974
- Blanco White, Self-banished Spaniard, Martin Murphy, Yale, 1989.